# Rainer Nagel
Rainer Nagel (Horb am Neckar, 23 de novembro de 1940) é um matemático alemão, que trabalha especialmente com análise funcional.

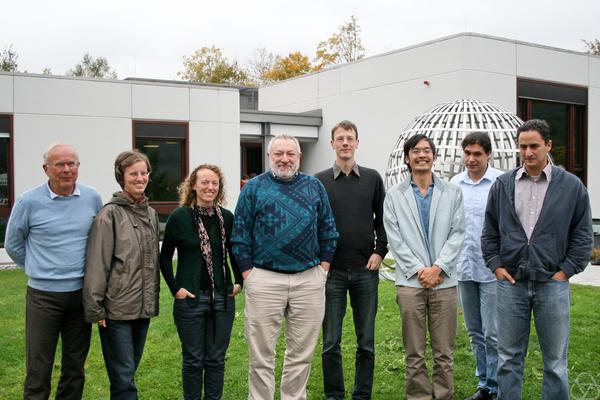
A partir da esquerda; Rainer Nagel, Tanja Eisner, Tamar Ziegler, Vitaly Bergelson, Markus Haase, Terence Tao, Balint Farkas e Nikos Frantzikinakis, no Grupo de Estudos MFO Ergodic Theory and Combinatorial Number Theory 2012

## Formação e carreira
De 1960 a 1967 estudou matemática e física em Tübingen, Köln, Hamburgo e Paris. Obteve um doutorado em 1969 na Universidade de Tübingen, orientado por Helmut Schaefer, com a tese Idealtheorie in geordneten lokalkonvexen Vektorräumen. De 1969 a 1970 foi professor assistente na Universidade de Maryland. Em 1972 obteve a habilitação na Universidade de Tübingen, onde é desde 1975 professor de matemática. De 1984 a 1986 foi vice-presidente da Universidade de Tübingen, em 1989/1990 decano da Faculdade de Matemática. De 1993 a 1995 foi professor de matemática da Universidade de Bari (Itália).
Rainer Nagel é casado e tem três filhos.

## Pesquisa e ensino
As áreas principais de trabalho de Rainer Nagel são
- métodos analíco-funcionais na teoria de equações diferenciais parciais lineares e
- teoria ergódica do ponto de vista da análise funcional.

De sua área de trabalho em Tübingen jáa foram formados mais de 60 doutores.
Rainer Nagel é ou foi editor dos seguintes periódicos:
- Journal of Evolution Equations[2]
- Semigroup Forum[3] (executive editor) (até 31 de dezembro de 2009)
- Positivity[4] (até 31 de dezembro de 2009)
- International Journal of Dynamical Systems and Differential Equations[5]
- Journal of Concrete and Applicable Mathematics[6]
- Hacettepe Journal of Mathematics and Statistics[7]
- Algerian Math. Journal

Rainer Nagel criou uma série de cursos não convencionais, incluindo um seminário de matemática e esportes. Muitos deles refletem sua afinidade com o esporte.

## Livros
- Editor e coautor, com Wolfgang Arendt et al.: One-parameter semigroups of positive operators. Springer-Verlag, Berlin 1986, ISBN 978-3-540-16454-8.
- com Klaus-Jochen Engel: One-parameter semigroups for linear evolution equations. Springer-Verlag, 2000, ISBN 978-0-387-98463-6.
- com Klaus-Jochen Engel: A short course on operator semigroups. Springer-Verlag, 2006, ISBN 978-0-387-31341-2.
- com Tanja Eisner, Bálint Farkas, Markus Haase: Operator theoretic aspects of ergodic theory. Springer, 2016, ISBN 978-3-319-16897-5.